# خانه نادری گرنا
خانه نادری مربوط به دوره قاجار است و در شهرستان آمل، بخش لاریجان، رینه در روستای گرنا واقع شده و این اثر در تاریخ ۱۰ فروردین ۱۳۹۳ با شمارهٔ ثبت ۷۱۹۲۱ به‌عنوان یکی از آثار ملی ایران به ثبت رسیده‌است.